# Björsjön (Bollebygds socken, Västergötland)
Björsjön är en sjö i Bollebygds kommun i Västergötland och ingår i Rolfsåns huvudavrinningsområde. Sjön är 8,5 meter djup, har en yta på 0,0847 kvadratkilometer och är belägen 182,6 meter över havet.

## Delavrinningsområde
Björsjön ingår i det delavrinningsområde (640130-131797) som SMHI kallar för Utloppet av Viaredssjön. Medelhöjden är 197 meter över havet och ytan är 31,17 kvadratkilometer. Räknas de 2 avrinningsområdena uppströms in blir den ackumulerade arean 68,57 kvadratkilometer. Sörån som avvattnar avrinningsområdet har biflödesordning 2, vilket innebär att vattnet flödar genom totalt 2 vattendrag innan det når havet efter 71 kilometer. Avrinningsområdet består mestadels av skog (52 procent). Avrinningsområdet har 4,08 kvadratkilometer vattenytor vilket ger det en sjöprocent på 8,5 procent. Bebyggelsen i området täcker en yta av 5,42 kvadratkilometer eller 11 procent av avrinningsområdet.